# Rachel Atherton
Rachel Laura Atherton (ur. 6 grudnia 1987 w Salisbury) – brytyjska kolarka górska, wielokrotna medalistka mistrzostw świata, mistrzyni Europy i wielokrotna zdobywczyni Pucharu Świata.

## Kariera
Pierwszy sukces w karierze Rachel Atherton osiągnęła w 2004 roku, kiedy zdobyła srebrny medal wśród juniorek na mistrzostwach świata w Les Gets. W 2005 roku była już najlepsza, zajmując ponadto trzecie miejsce w klasyfikacji downhillu w Pucharze Świata w kolarstwie górskim. Jeszcze kilkakrotnie stawała na podium klasyfikacji końcowej PŚ, w tym dwukrotnie na najwyższym stopniu: w sezonie 2008 i 2012. W 2006 roku wystartowała na mistrzostwach świata w Rotorua, gdzie zdobyła brązowy medal, ulegając jedynie Francuzce Sabrinie Jonnier i swej rodaczce Tracy Moseley. W tym samym roku zwyciężyła także na mistrzostwach Europy w Limosano. Na rozgrywanych rok później mistrzostwach świata w Fort William była druga, podobnie jak na mistrzostwach w Champéry w 2011 roku. W pierwszym przypadku wygrała Sabrina Jonnier, a w drugim jej rodaczka Emmeline Ragot. W międzyczasie zwyciężyła w tej samej konkurencji podczas mistrzostw świata w Val di Sole, bezpośrednio wyprzedzając Jonnier i Ragot. Kolejny złoty medal zdobyła na mistrzostwach świata w Pietermaritzburgu, gdzie wyprzedziła Emmeline Ragot i Australijkę Tracey Hannah. W sezonie 2013 wywalczyła swój trzeci Puchar Świata, wygrywając pięć z sześciu zawodów tego cyklu. W klasyfikacji końcowej wyprzedziła Emmeline Ragot i swą rodaczkę Manon Carpenter.
Jej bracia: Dan i George również uprawiają kolarstwo górskie.